# Cumbel
Cumbel () (anciennement Cumbels) est une localité et une ancienne commune suisse du canton des Grisons, située dans la région de Surselva.

## Histoire
Le 1er janvier 2013, la commune a fusionné avec Degen, Lumbrein, Morissen, Suraua, Vignogn, Vella et Vrin pour former la nouvelle commune de Lumnezia.

## Monuments et curiosités
L'église paroissiale Saint-Étienne est une construction du gothique tardif prolongée à l'est et à l'ouest en 1689. À l'intérieur se trouvent des peintures murales de la seconde moitié du XVIe siècle.